# Emiliano Zapata
Emiliano Zapata Salazar ([emiˈljano saˈpata]; Anenecuilco, 8 agosto 1879 – Chinameca, 10 aprile 1919) è stato un rivoluzionario, anarchico, generale e guerrigliero messicano, figura centrale della rivoluzione messicana e della storia del Messico.

## Biografia
Emiliano era il penultimo dei dieci figli di una delle tante famiglie rese povere dal regime dittatoriale di Porfirio Díaz. Studiò fino all'età di sedici anni quando, rimasto orfano, iniziò a lavorare la terra. Parlava due lingue, spagnolo e nahuatl (antica lingua locale). L'esordio politico risale al 1909 quando, eletto sindaco di Anenecuilco, Zapata appoggia il candidato dell'opposizione, Patricio Leyva, a governatore. La sconfitta del candidato appoggiato da Zapata provocò ad Anenecuilco dure rappresaglie e nuove perdite di terre. Verso la metà del 1910, dopo vari tentativi di risolvere i problemi della ridistribuzione dei terreni per via legale, Zapata e i suoi cominciarono a occupare e a ridistribuire terre.
Verso la fine del 1910, Zapata iniziò la lotta armata, diventando capo indiscusso della rivoluzione del Sud. Nel giugno del 1911 si confrontò con Francisco Madero, liberale oppositore del regime dittatoriale messicano. L'incontro fu negativo e nell'ottobre del 1911, Zapata lanciò il Piano di Ayala. Iniziò così una guerra lunga e difficile, prima contro Madero, poi contro Victoriano Huerta e infine contro Venustiano Carranza. Gli zapatisti erano inafferrabili: applicando la tecnica della guerriglia, colpivano i distaccamenti militari e scomparivano.
Verso la fine del 1913, grazie anche alle spettacolari vittorie dell'eroe popolare e guerrigliero Pancho Villa al nord, Zapata costrinse alla fuga Huerta (15 luglio). Nell'autunno 1914 si celebrò ad Aguascalientes una convenzione tra le differenti fazioni rivoluzionarie che però non riuscirono a trovare l'accordo. Zapata fu presente alla successiva convenzione aguascaliense, che adottò il piano di Ayala ed elesse Eulalio Gutiérrez presidente provvisorio. I gruppi di Pancho Villa e Zapata accettarono la convenzione; non il gruppo del generale Venustiano Carranza e questo provocò la prosecuzione della guerra civile.
In dicembre, in seguito alla rottura con Venustiano Carranza, che rappresentava la borghesia agraria del nord, le truppe contadine di Villa e Zapata entrarono trionfanti a Città del Messico inalberando i vessilli della Vergine di Guadalupe, patrona dei popoli indigeni. Fu in quei giorni che Zapata rifiutò di sedersi sulla poltrona presidenziale: "Non combatto per questo. Combatto per le terre, perché le restituiscano".
Tornò nel Morelos, dove nel 1915 giovani intellettuali, studenti provenienti da Città del Messico e zapatisti distribuirono terre e promulgarono leggi per restituire il potere ai pueblos. La Comune di Morelos, un'esperienza di democrazia diretta, rappresentò l'apice della rivoluzione zapatista. L'esperimento zapatista fu però di breve durata. Le armate carranziste, guidate dal generale Álvaro Obregón, sconfissero più volte Villa, fino alla decisiva vittoria nella Battaglia di Celaya, in seguito alla quale Carranza riprese il controllo della capitale.
In seguito alla sconfitta Zapata ripiegò nel sud del Messico, dove proseguì la guerriglia fino a quando fu attirato in un'imboscata e assassinato il 10 aprile 1919, presso la fattoria di Chinameca, per mano del generale costituzionalista Jesús Guajardo. I mandanti furono Pablo González Garza, comandante di Guajardo, e Venustiano Carranza.

## Politica
Zapata scelse la lotta armata perché ritenne che i contadini, per poter essere proprietari delle terre che coltivavano, dovevano potersi difendere dalle truppe di Victoriano Huerta. Nel piano di Ayala, di cui Zapata fu autore, si esigeva la riforma agraria.
Il Messico di Emiliano Zapata era diviso tra due diverse classi: i ricchi proprietari terrieri e i poveri indigeni, senza terra ma con un forte spirito di solidarietà. Oltre il 90% dei capofamiglia non aveva terra. I terreni comuni, ejido, venivano di continuo minacciati dai grandi latifondisti, proprietari delle cosiddette hacienda. Indubbiamente notevole influenza su Zapata ebbe anche il Plan de Luis de Potosí, manifesto delle riforme di Francisco Madero. Nel piano di Ayala, dove, a causa della sua inconcludenza, Francisco Madero venne definito traditore, punto centrale è la terra. Gli articoli 6, 7, 8, 9, parlavano di restituzione della terra, di espropriazione dei latifondi, di nazionalizzazione delle risorse. Successivamente, nel 1915, Zapata approvò la ley agraria, con cui continua la redistribuzione dei terreni.
Con l'esperienza della Comune di Morelos, Zapata organizzò una ridistribuzione dei terreni, ma non solo. L'esperienza zapatista, al centro di letture estremamente diverse, rappresenta l'ingresso delle comunità indigene nella politica messicana.
Le leggi promulgate dalla convenzione erano attente anche ai diritti civili: le autorità civili vennero particolarmente rafforzate rispetto alle autorità militari. La ley agraria del 1915 verrà confermata dalla Costituzione di Carranza del 1917, che riconosce il diritto di sciopero e la giornata lavorativa di 8 ore, sebbene la Costituzione di Carranza, in questo dissentendo dalla visione politica di Zapata, sancì uno stato con un forte sistema presidenziale e un partito unico.
Dopo la sua morte per molti anni in Messico ci furono voci che dicevano che Zapata fosse ancora vivo.
Il suo motto era Reforma, Libertad, Justicia y Ley (Plan de Ayala) e non come si crede "Tierra y Libertad".
Fu sua la frase Preferisco morire in piedi piuttosto che vivere in ginocchio.

## Nella cultura di massa

### Cinema
- Viva Zapata!, regia di Elia Kazan (1952)
- Il messicano (Emiliano Zapata), regia di Felipe Cazals (1970)

### Musica
- Il Banco del Mutuo Soccorso gli ha dedicato un brano musicale intitolato Emiliano, uscito nel 1994 nell'album Il 13 scritto da Vittorio Nocenzi;
- Gli Ska-P lo celebrano nel brano Juan sin tierra;
- I 99 Posse gli hanno dedicato la canzone Resiste chiapas;
- Viene citato spesso nell'album Clandestino di Manu Chao;
- La Banda Bassotti gli ha dedicato un brano musicale, intitolato Viva Zapata e uscito nel 1995 all interno dell'album Avanzo de cantiere;
- Viene citato all'interno del brano MCMXCIV perché i vivi non ricordano (originariamente chiamato 1994) di Daniele Sepe;
- Viene citato all'interno del brano Blood a Blood di Vacca e Inoki;
- Viene citato all'interno del brano Il King di Emis Killa;
- La band metal Brujeria inneggia a lui nel brano Revolucion;
- Viene citato all'interno del brano Aca Toro dei Punkreas;
- Viene citato da Chico Science assieme alla band Nação Zumbi nell’intro del primo album Da Lama Ao Caos (1994).
- I Rage Against the Machine, conosciuti per essere grandi supportatori di varie cause politiche messicane, hanno scritto un brano su di lui intitolato Zapata's Blood.